# Щефан Зайдлер
Щефан Зайдлер (на немски: Stefan Seidler) е германски политик от датски произход, член на германския Бундестаг от Асоциацията на южношлезвигските избиратели (SSW), партия, която представлява интересите на датското и фризийското малцинство в Германия. На федералните избори в Германия през 2021 г. е избран за депутат в Бундестага от SSW, като изборът му е за пръв път от 1949 г., откакто SSW печели място в Бундестага.

## Биография
Роден е на 18 декември 1979 г. във Фленсбург, провинция Шлезвиг-Холщайн, Западна Германия. Единият му родител е дърводелец, а другият учител, роден в Дания. След като завършва средното си образование в Дуборг-Сколен, той учи в Орхуския университет в Орхус (Дания), където получава магистърска степен по политически науки и диплома по политическа комуникация. Става член на Датската асоциация на юристите и икономистите.